# Kyin
Kyin är en ort i Burkina Faso.   Den ligger i regionen Cascades, i den sydvästra delen av landet, 300 km sydväst om huvudstaden Ouagadougou. Kyin ligger 383 meter över havet och antalet invånare är 194.
Terrängen runt Kyin är platt. Runt Kyin är det mycket glesbefolkat, med 3 invånare per kvadratkilometer.. Närmaste större samhälle är Poïkoro, 11,7 km sydväst om Kyin.
Omgivningarna runt Kyin är huvudsakligen savann.